# Teyran
Teyran [tej.ʁɑ̃] (en occitan Teiran [tej.'ran]) est une commune française située dans le nord-est du département de l'Hérault, en région Occitanie.
Exposée à un climat méditerranéen, elle est drainée par le Salaison, la Cadoule, le ruisseau de Cassagnoles et par un autre cours d'eau. La commune possède un patrimoine naturel remarquable : un site Natura 2000 (les « hautes garrigues du Montpelliérais ») et une zone naturelle d'intérêt écologique, faunistique et floristique.
Teyran est une commune urbaine qui compte 4 729 habitants en 2022, après avoir connu une forte hausse de la population depuis 1962. Elle est dans la communauté de communes du Grand Pic Saint-Loup et fait partie de l'aire d'attraction de Montpellier. Ses habitants sont appelés les Teyrannais, les habitantes les Teyrannaises.

## Géographie

### Situation
La ville de Teyran se situe à 10 km au nord-est de Montpellier, sur la route départementale 21 reliant le littoral à Carnas dans le Gard.

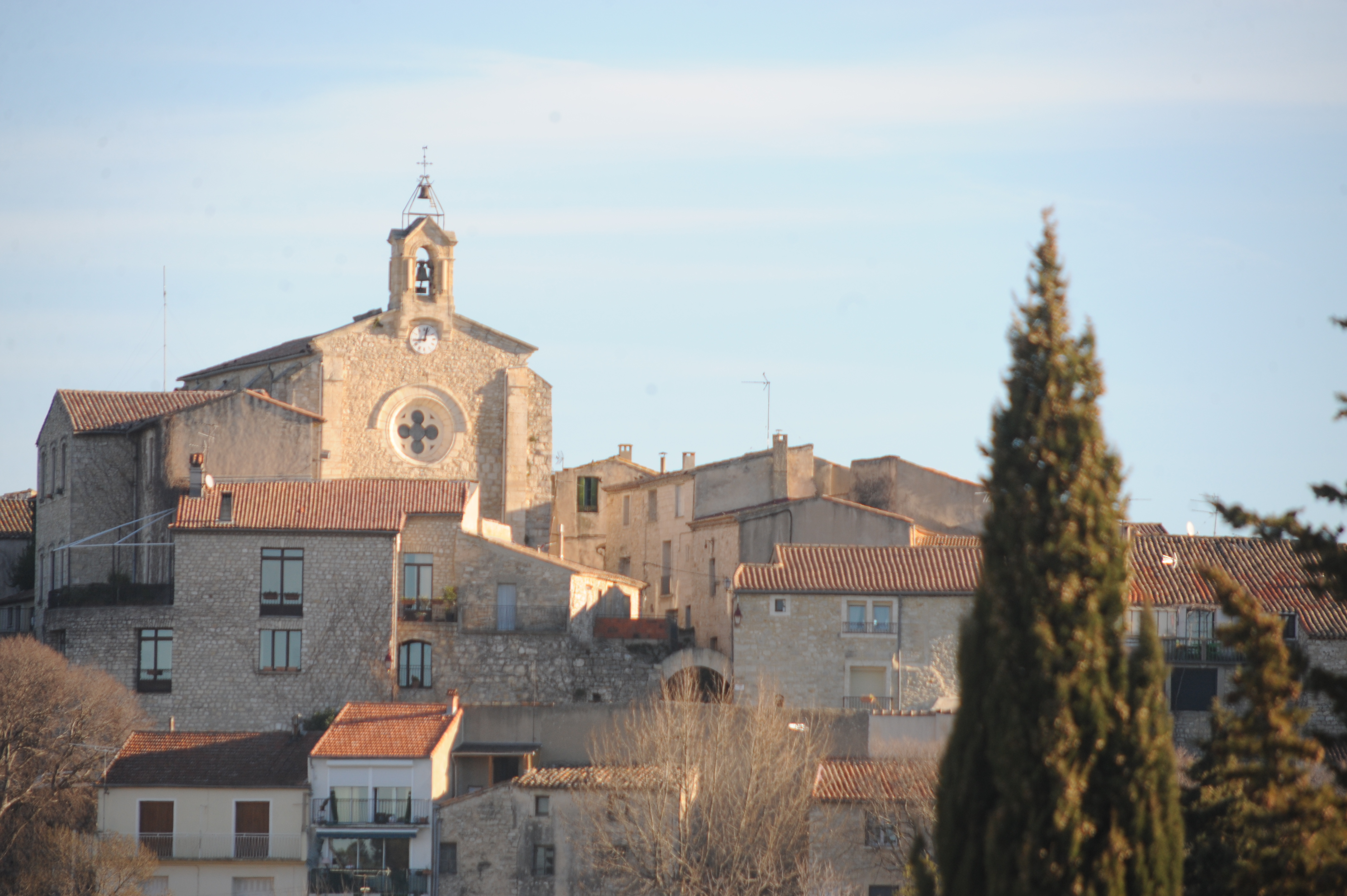

Elle se trouve à mi-chemin entre la mer Méditerranée et les premiers contreforts des Cévennes.
Entourée de garrigue, elle présente une vue sur le Pic Saint-Loup.

### Communes limitrophes
Les communes limitrophes sont  Assas, Castries, Clapiers, Guzargues, Jacou, Le Crès et Vendargues.
| Assas         | Guzargues      | Saint-Drézéry |
| Prades-le-Lez | Teyran         | Castries      |
| Clapiers      | Jacou, Le Crès | Vendargues    |

### Relief et géologie
Le territoire communal présente une pente générale descendant vers le sud jusqu'à la vallée du Salaison et de ses ruisseaux affluents.

### Hydrographie
La rivière du Salaison et la rivière la Cadoule sont les principaux cours d'eau qui traversent la commune.

### Climat
En 2010, le climat de la commune est de type climat méditerranéen franc, selon une étude s'appuyant sur une série de données couvrant la période 1971-2000. En 2020, Météo-France publie une typologie des climats de la France métropolitaine dans laquelle la commune est exposée à un climat méditerranéen et est dans la région climatique  Provence, Languedoc-Roussillon, caractérisée par une pluviométrie faible en été, un très bon ensoleillement (2 600 h/an), un été chaud (21,5 °C), un air très sec en été, sec en toutes saisons, des vents forts (fréquence de 40 à 50 % de vents > 5 m/s) et peu de brouillards.
Pour la période 1971-2000, la température annuelle moyenne est de 14,3 °C, avec une amplitude thermique annuelle de 16,5 °C. Le cumul annuel moyen de précipitations est de 755 mm, avec 5,5 jours de précipitations en janvier et 2,7 jours en juillet. Pour la période 1991-2020, la température moyenne annuelle observée sur la station météorologique la plus proche, située sur la commune de Prades-le-Lez à 5 km à vol d'oiseau, est de 14,6 °C et le cumul annuel moyen de précipitations est de 869,7 mm,. Pour l'avenir, les paramètres climatiques de la commune estimés pour 2050 selon différents scénarios d'émission de gaz à effet de serre sont consultables sur un site dédié publié par Météo-France en novembre 2022.

#### Description générale
Le climat de Teyran est un climat méditerranéen aux étés chauds humides.

#### Données
| Ville             | Ensoleillement · (h/an) | Pluie · (mm/an) | Neige · (j/an) | Orage · (j/an) | Brouillard · (j/an) |
| ----------------- | ----------------------- | --------------- | -------------- | -------------- | ------------------- |
| Médiane nationale | 1 852                   | 835             | 16             | 25             | 50                  |
| Teyran            | 2687                    | 699,1           | 2,5            | 23,3           | 18,8                |
| Paris             | 1 717                   | 634             | 13             | 20             | 26                  |
| Nice              | 2 760                   | 791             | 1              | 28             | 2                   |
| Strasbourg        | 1 747                   | 636             | 26             | 28             | 69                  |
| Brest             | 1 555                   | 1 230           | 6              | 12             | 78                  |
| Bordeaux          | 2 070                   | 987             | 3              | 32             | 78                  |

| Mois                              | jan. | fév. | mars | avril | mai  | juin | jui. | août | sep. | oct.  | nov. | déc. | année |
| --------------------------------- | ---- | ---- | ---- | ----- | ---- | ---- | ---- | ---- | ---- | ----- | ---- | ---- | ----- |
| Température minimale moyenne (°C) | 2,2  | 3,3  | 4,9  | 7,8   | 11,2 | 14,6 | 17,1 | 16,7 | 14,2 | 10,6  | 5,9  | 2,8  | 9,3   |
| Température moyenne (°C)          | 6,6  | 7,8  | 9,8  | 12,6  | 16,1 | 19,9 | 22,8 | 22,2 | 19,4 | 15,4  | 10,3 | 7,2  | 14,2  |
| Température maximale moyenne (°C) | 11,1 | 12,4 | 14,7 | 17,5  | 21,1 | 25,3 | 28,4 | 27,7 | 24,7 | 20,2  | 14,7 | 11,7 | 19,1  |
| Ensoleillement (h)                | 147  | 153  | 208  | 230   | 271  | 310  | 350  | 310  | 237  | 187   | 146  | 137  | 2 687 |
| Précipitations (mm)               | 72,3 | 72,3 | 55   | 54,9  | 52,1 | 33   | 20   | 41,7 | 62,3 | 109,5 | 62,8 | 63,3 | 699,1 |

### Milieux naturels et biodiversité

#### Réseau Natura 2000

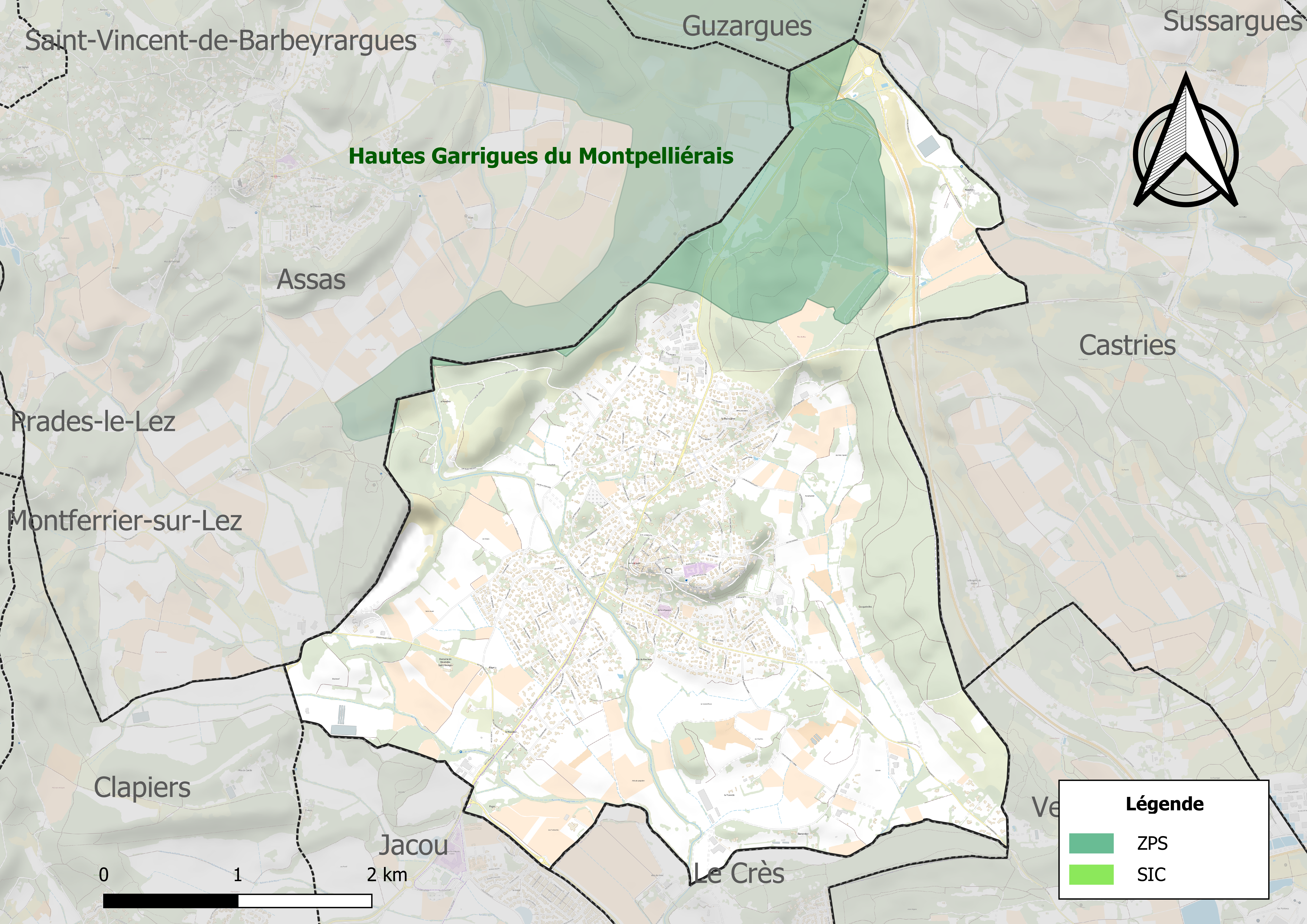
Sites Natura 2000 sur le territoire communal.

Le réseau Natura 2000 est un réseau écologique européen de sites naturels d'intérêt écologique élaboré à partir des directives habitats et oiseaux, constitué de zones spéciales de conservation (ZSC) et de zones de protection spéciale (ZPS).
Un site Natura 2000 a été défini sur la commune au titre  de la directive oiseaux : les « hautes garrigues du Montpelliérais », d'une superficie de 45 444 ha, abritant trois couples d'Aigles de Bonelli, soit 30 % des effectifs régionaux.

#### Zones naturelles d'intérêt écologique, faunistique et floristique

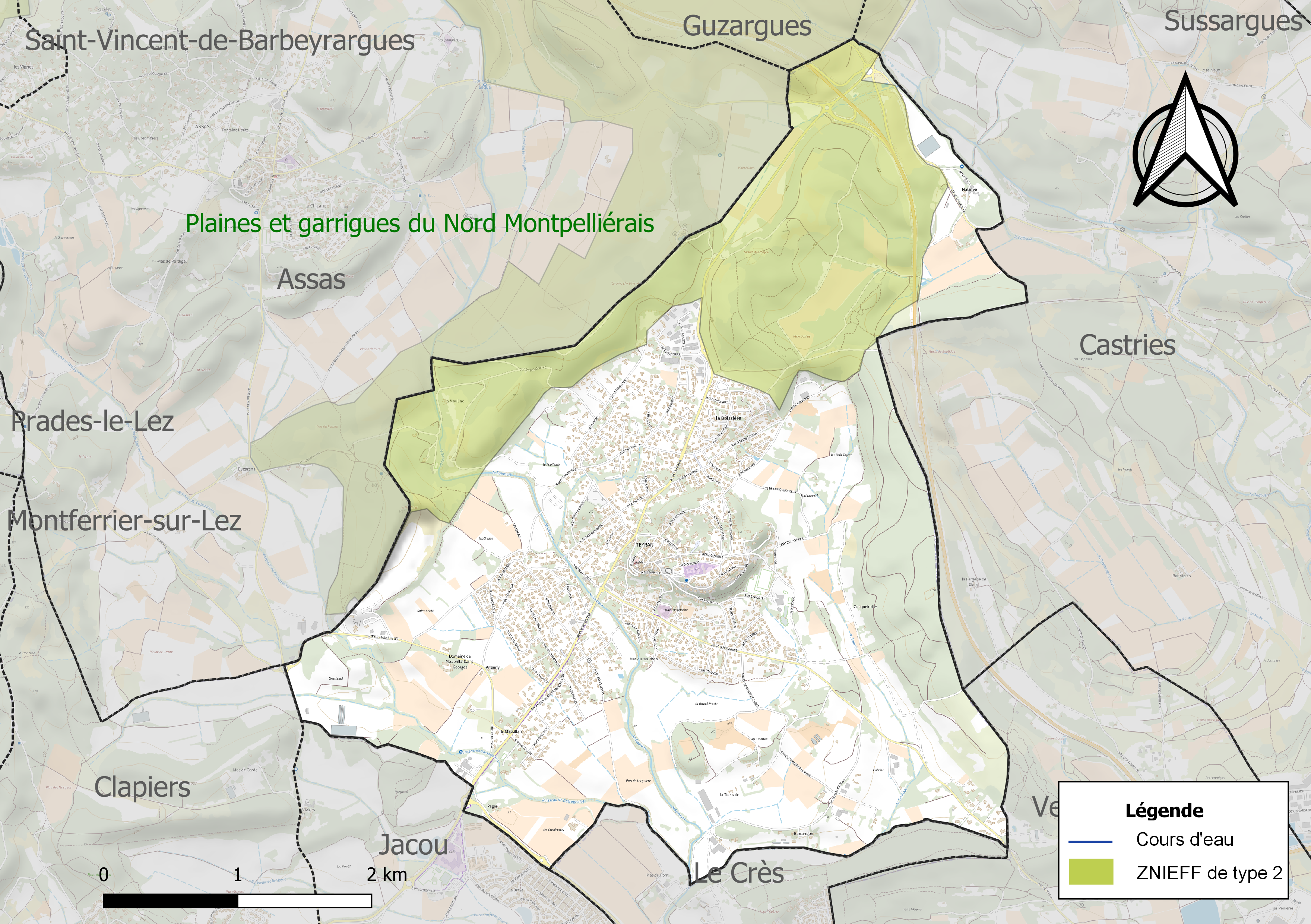
Carte de la ZNIEFF de type 2 localisée sur la commune.

L’inventaire des zones naturelles d'intérêt écologique, faunistique et floristique (ZNIEFF) a pour objectif de réaliser une couverture des zones les plus intéressantes sur le plan écologique, essentiellement dans la perspective d’améliorer la connaissance du patrimoine naturel national et de fournir aux différents décideurs un outil d’aide à la prise en compte de l’environnement dans l’aménagement du territoire.
Une ZNIEFF de type 2 est recensée sur la commune :
les « plaines et garrigues du Nord Montpelliérais » (13 097 ha), couvrant 25 communes dont six dans le Gard et 19 dans l'Hérault.

## Urbanisme

### Typologie
Au 1er janvier 2024, Teyran est catégorisée ceinture urbaine, selon la nouvelle grille communale de densité à sept niveaux définie par l'Insee en 2022.
Elle appartient à l'unité urbaine de Montpellier, une agglomération intra-départementale regroupant 22  communes, dont elle est une commune de la banlieue,,. Par ailleurs la commune fait partie de l'aire d'attraction de Montpellier, dont elle est une commune de la couronne,. Cette aire, qui regroupe 161 communes, est catégorisée dans les aires de 700 000 habitants ou plus (hors Paris),.

### Occupation des sols
L'occupation des sols de la commune, telle qu'elle ressort de la base de données européenne d’occupation biophysique des sols Corine Land Cover (CLC), est marquée par l'importance des territoires agricoles (48,4 % en 2018), en diminution par rapport à 1990 (49,6 %). La répartition détaillée en 2018 est la suivante : 
cultures permanentes (45 %), zones urbanisées (23,1 %), milieux à végétation arbustive et/ou herbacée (14,2 %), forêts (12,6 %), zones agricoles hétérogènes (3,4 %), mines, décharges et chantiers (1,8 %). L'évolution de l’occupation des sols de la commune et de ses infrastructures peut être observée sur les différentes représentations cartographiques du territoire : la carte de Cassini (XVIIIe siècle), la carte d'état-major (1820-1866) et les cartes ou photos aériennes de l'IGN pour la période actuelle (1950 à aujourd'hui).

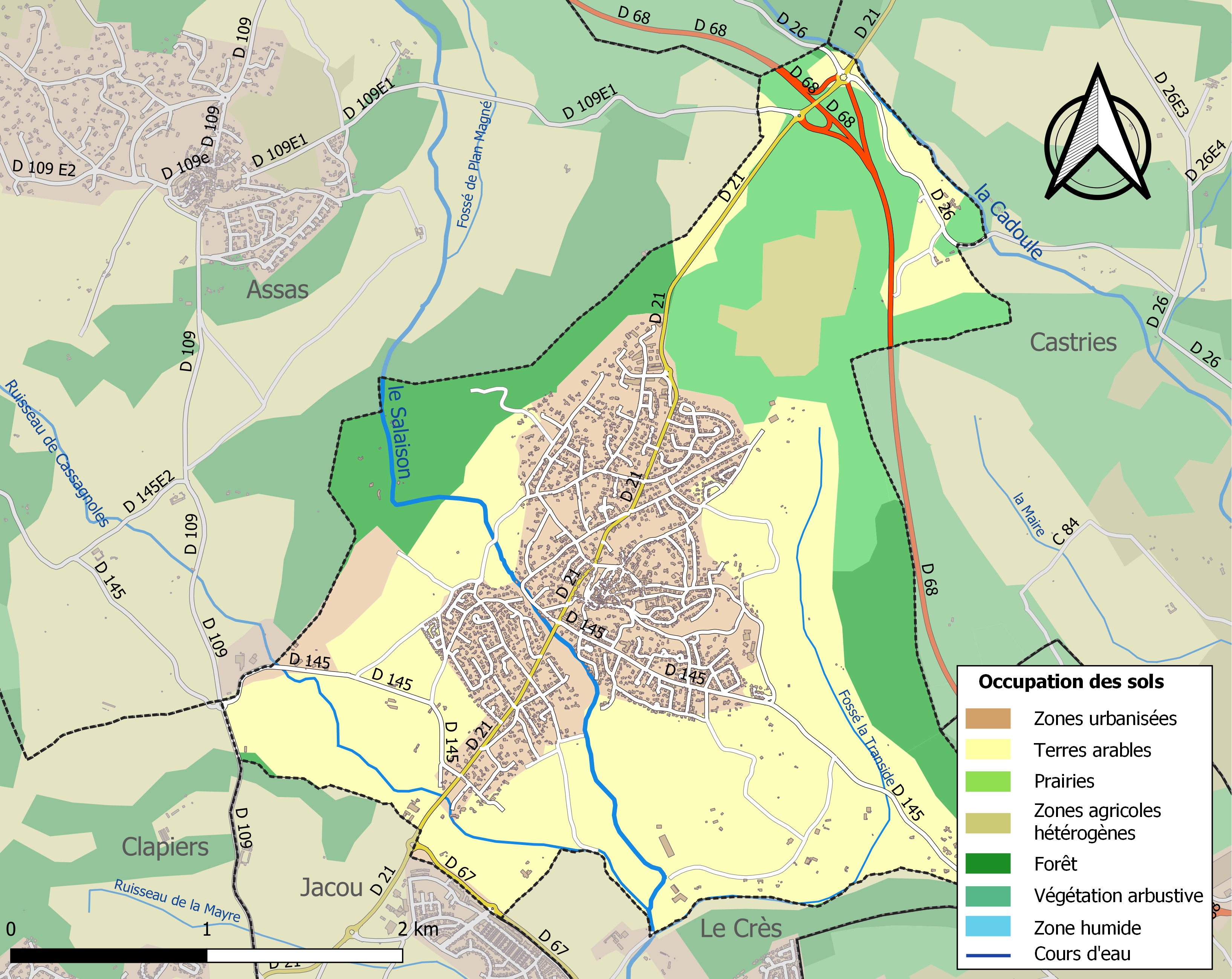
Carte des infrastructures et de l'occupation des sols de la commune en 2018 (CLC).

### Risques majeurs
Le territoire de la commune de Teyran est vulnérable à différents aléas naturels : météorologiques (tempête, orage, neige, grand froid, canicule ou sécheresse), inondations, feux de forêts et séisme (sismicité faible). Il est également exposé à un risque technologique, le transport de matières dangereuses. Un site publié par le BRGM permet d'évaluer simplement et rapidement les risques d'un bien localisé soit par son adresse soit par le numéro de sa parcelle.

#### Risques naturels
La commune fait partie du territoire à risques importants d'inondation (TRI) de Montpellier-Lunel-Maugio-Palavas, regroupant 49 communes du bassin de vie de Montpellier et s'étendant sur les départements de l'Hérault et du Gard, un des 31 TRI qui ont été arrêtés fin 2012 sur le bassin Rhône-Méditerranée, retenu au regard des risques de submersions marines et de débordements du Vistre, du Vidourle, du Lez et de la Mosson. Parmi les événements significatifs antérieurs à 2019 qui ont touché le territoire, peuvent être citées les crues de septembre 2002 et de septembre 2003 (Vidourle) et les tempêtes de novembre 1982 et décembre 1997 qui ont touché le littoral. Des cartes des surfaces inondables ont été établies pour trois scénarios : fréquent (crue de temps de retour de 10 ans à 30 ans), moyen (temps de retour de 100 ans à 300 ans) et extrême (temps de retour de l'ordre de 1 000 ans, qui met en défaut tout système de protection). La commune a été reconnue en état de catastrophe naturelle au titre des dommages causés par les inondations et coulées de boue survenues en 1982, 1994, 2001, 2003 et 2014,.
Teyran est exposée au risque de feu de forêt. Un plan départemental de protection des forêts contre les incendies (PDPFCI) a été approuvé en juin 2013 et court jusqu'en 2022, où il doit être renouvelé. Les mesures individuelles de prévention contre les incendies sont précisées par deux arrêtés préfectoraux et s’appliquent dans les zones exposées aux incendies de forêt et à moins de 200 mètres de celles-ci. L’arrêté du 25 avril 2002 réglemente l'emploi du feu en interdisant notamment d’apporter du feu, de fumer et de jeter des mégots de cigarette dans les espaces sensibles et sur les voies qui les traversent sous peine de sanctions. L'arrêté du 11 mars 2013 rend le débroussaillement obligatoire, incombant au propriétaire ou ayant droit,.

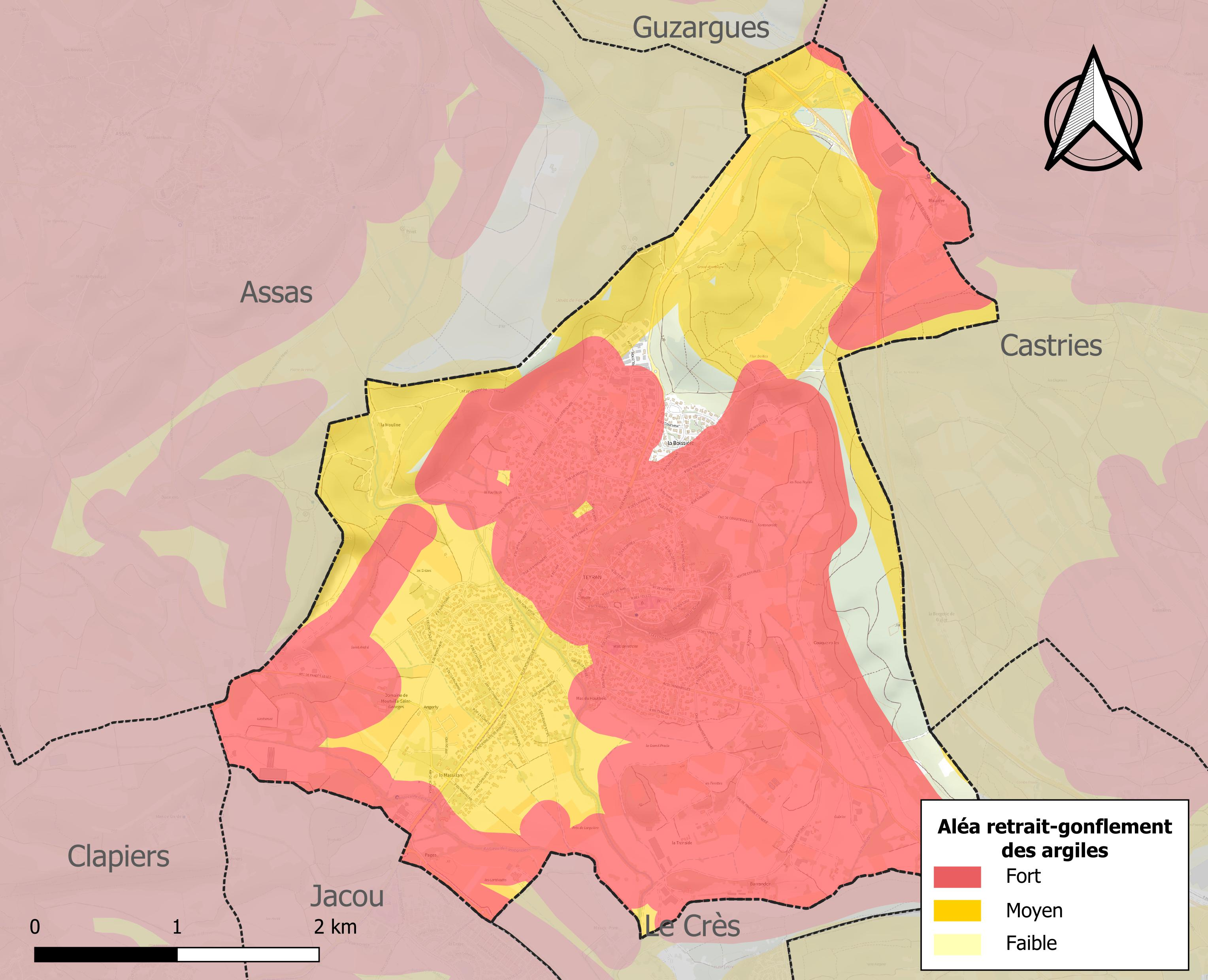
Carte des zones d'aléa retrait-gonflement des sols argileux de Teyran.

Le retrait-gonflement des sols argileux est susceptible d'engendrer des dommages importants aux bâtiments en cas d’alternance de périodes de sécheresse et de pluie. 93,6 % de la superficie communale est en aléa moyen ou fort (59,3 % au niveau départemental et 48,5 % au niveau national). Sur les 1 739 bâtiments dénombrés sur la commune en 2019, 1 685 sont en aléa moyen ou fort, soit 97 %, à comparer aux 85 % au niveau départemental et 54 % au niveau national. Une cartographie de l'exposition du territoire national au retrait gonflement des sols argileux est disponible sur le site du BRGM,.
Par ailleurs, afin de mieux appréhender le risque d’affaissement de terrain, l'inventaire national des cavités souterraines permet de localiser celles situées sur la commune.

#### Risques technologiques
Le risque de transport de matières dangereuses sur la commune est lié à sa traversée par des infrastructures routières ou ferroviaires importantes ou la présence d'une canalisation de transport d'hydrocarbures. Un accident se produisant sur de telles infrastructures est susceptible d’avoir des effets graves sur les biens, les personnes ou l'environnement, selon la nature du matériau transporté. Des dispositions d’urbanisme peuvent être préconisées en conséquence.

## Toponymie
La commune a été connue sous les variantes : ecclesia de Terano (XIIe siècle), montem de Teyrano (1200), castrum de Tayrano (1202), villa et forcia de Teirano (1228), de Teyrano (1321), prior de Tayrano alias de Albaterra (1391), Teyran (1626).
Le nom de Teyran vient d'un domaine gallo-romain : gentilice latin Terius + suffixe -anum.

## Histoire

### Héraldique
Teyran
  D'azur au sautoir d'or chargé d'un croissant de gueules

### Le village initial: Saint André d'Aubeterre
- Si vous ne connaissez pas le sujet, laissez ce bandeau (vous pouvez alors contacter les auteurs).
- Si vous supprimez le contenu mis en cause (vous pouvez préalablement contacter les auteurs),

argumentez précisément cette suppression dans la page de discussion
(un manque de référence n'est pas un argument ; une recherche réelle de référence doit avoir été effectuée, être formellement documentée).
Le cartulaire de Maguelone cite plusieurs fois Teyran : de Albaterra, id est de Tairano ; de Teyrano; ecclesia de Terano.

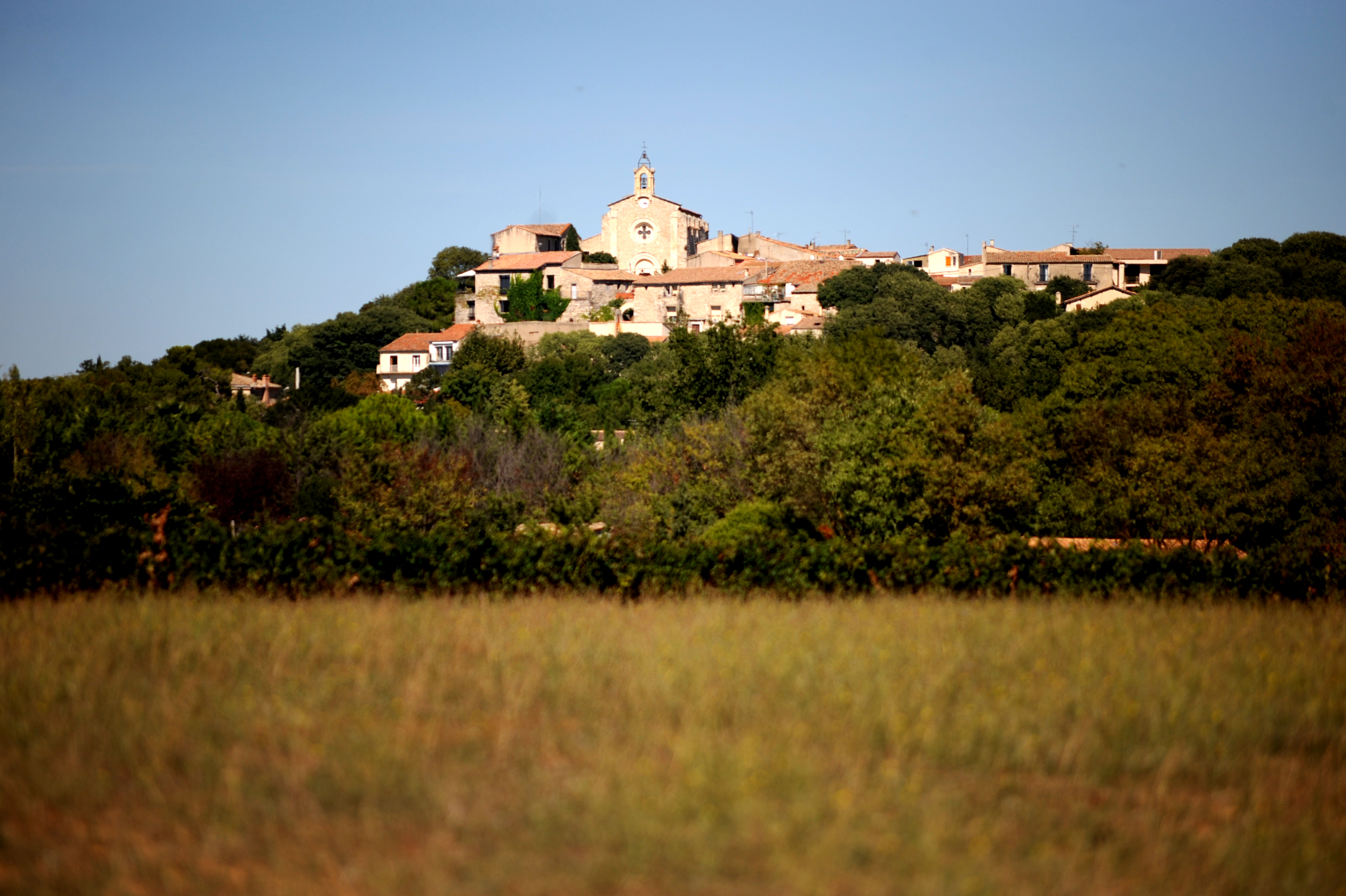
La colline de Teyran.

### Le Mont de Teyran en 1200
Au XIIIe siècle, on trouve toujours dans le cartulaire de Maguelone : montem de Teyrano, 1200 ; castrum de Tayrano, 1202 ; villa et forcia de Teirano, 1228.

### Révolution française
Lors de la Révolution française, les citoyens de la commune se réunissent au sein de la société révolutionnaire en floréal an II.

### De la Révolution à nos jours
De 1793 (120 habitants) à 1900 (450 habitants), le chiffre de la population va suivre une progression constante pour connaître au début du XXe siècle une période stationnaire.
Les principales activités sont liées à l'agriculture avec des cultures de céréales en abondance, de vignes mais aussi d'oliviers. L'élevage des moutons est important avec 2 035 bêtes à laine recensées en 1836.
On assiste à plusieurs tentatives d'industries liées essentiellement à l'extraction minière (houille, manganèse, sable) à partir de la deuxième moitié du XIXe siècle.
Le château de Teyran voit son prestige s'atténuer en raison de l'agrandissement de la chapelle en église en 1817 et de la fondation du presbytère en 1846.
Le 19 juillet 1836, le Marquis Thomas de Masclavy décède, obligeant, quelques années après, ses héritiers à mettre le château en vente. La municipalité voit là l'occasion propice de procurer aux Teyrannais, par l'achat de cet immeuble, un presbytère, des maisons d’école et une salle de mairie. L’acquisition se fera le 19 février 1842.
En 1866, une nouvelle église sera construite sur une partie du château.

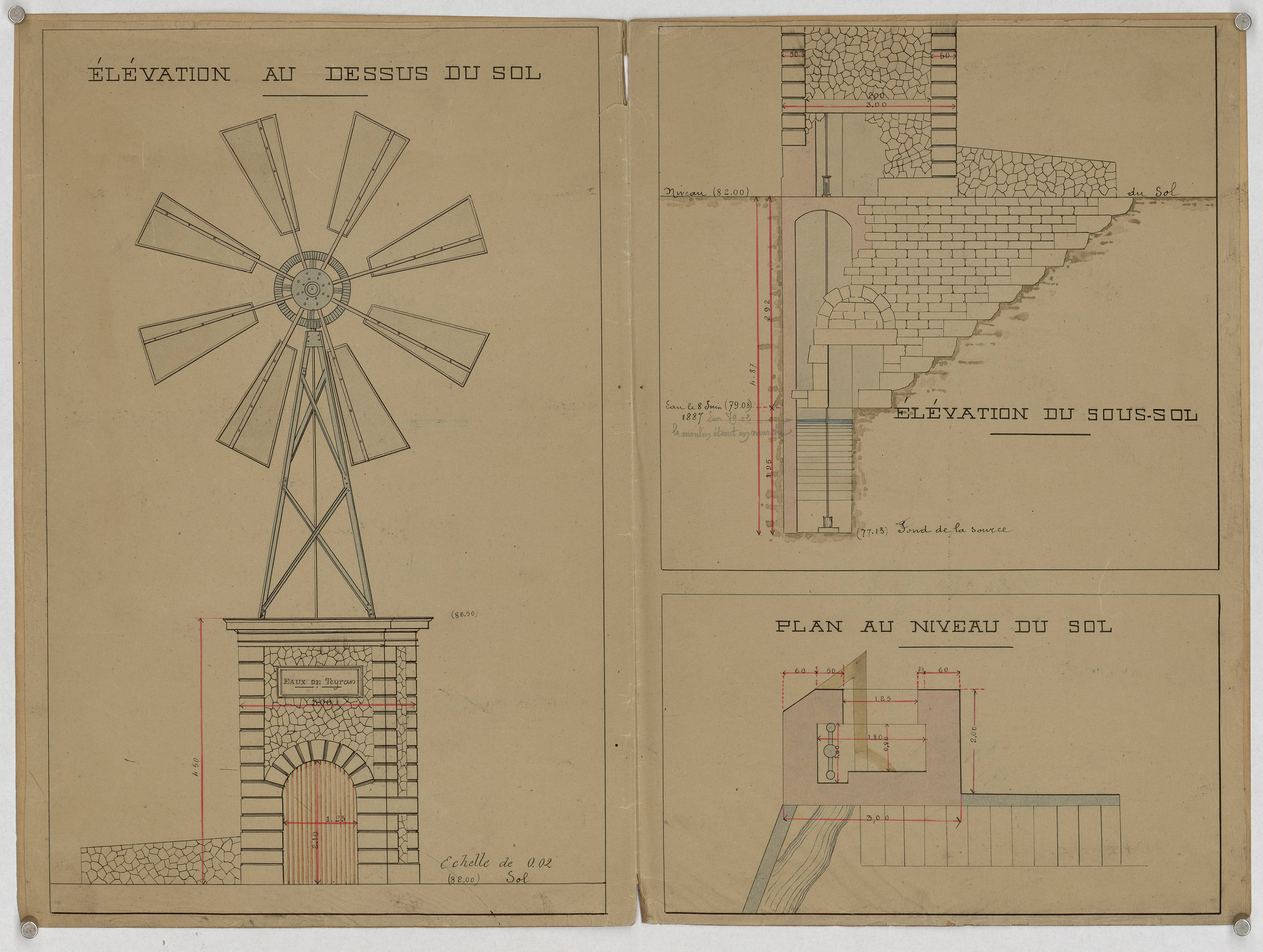
Plan d'un projet d'adduction d'eau (1888).

L’accroissement de la population et l’augmentation de la production agricole vont rendre nécessaire la création de nouvelles routes et l'amélioration des anciennes. Ainsi, le 14 mai 1854, le conseil va demander au préfet d'établir sur le chemin de grande communication n021, partant de St-Mathieu-de-Tréviers et allant jusqu'à Sommières et Lunel, un embranchement entre Montaud et St-Drézéry, passant à Teyran, Jacou, Castelnau et Montpellier. Les travaux débutèrent en 1856 pour s'achever en 1868.
En 1887, la décision est prise d'amener l'eau par un système de canalisations dans toutes les parties du village, mais n'aboutit pas.
Le télégraphe est installé en 1902 et l'éclairage électrique en 1909.

## Politique et administration

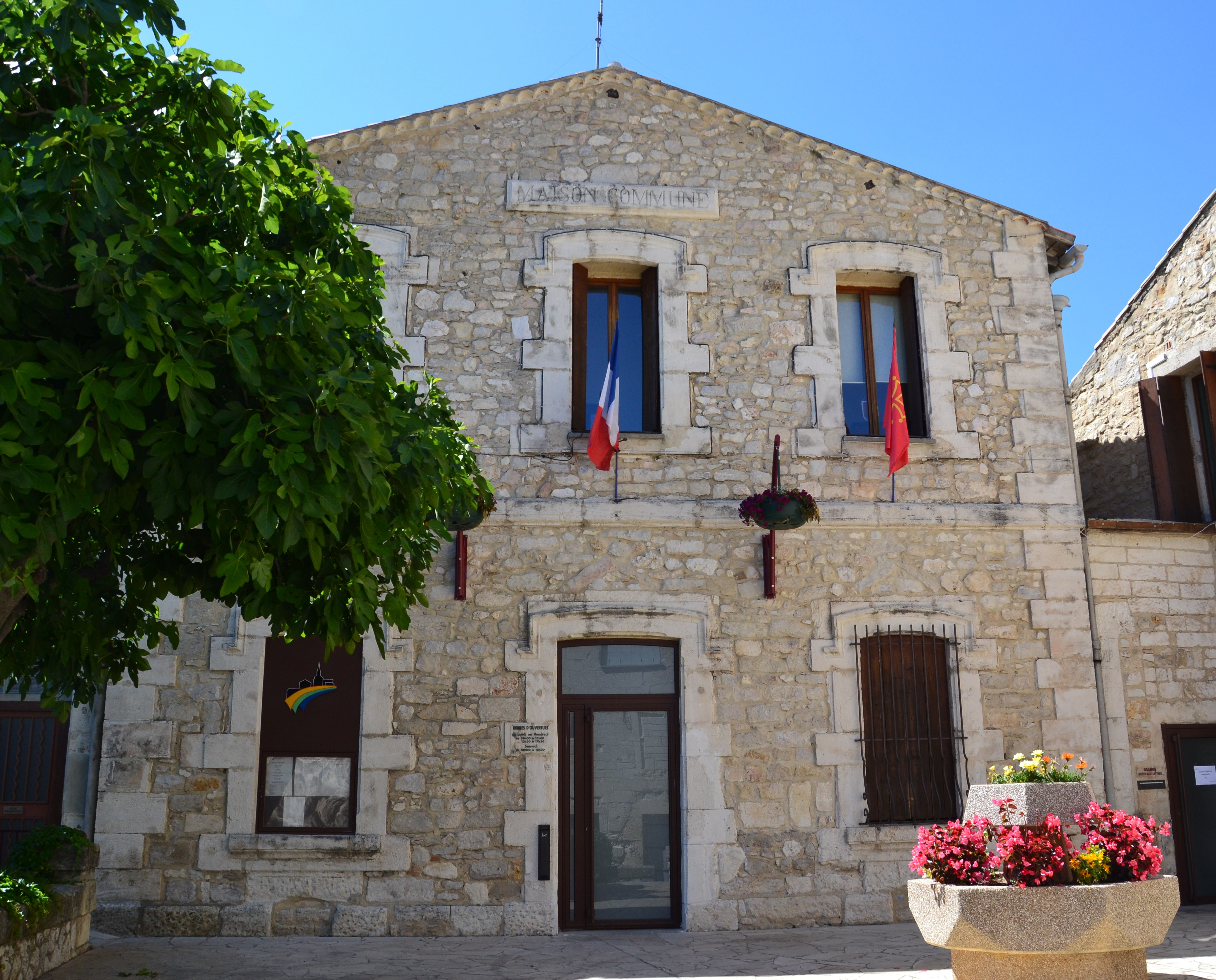
La mairie de Teyran.

### Liste des maires
| Période   | Période   | Identité           | Étiquette | Qualité                                              |
| --------- | --------- | ------------------ | --------- | ---------------------------------------------------- |
| 1947      | mars 1959 | Antoine Sicard     |           |                                                      |
| mars 1959 | 1965      | Félix Montel       | SE        | Vigneron (1932-2021)                                 |
| 1965      | mars 2001 | Marcel Gibily      | UDF-PR    | Conseiller général du canton de Castries (1985-1998) |
| mars 2001 | mars 2014 | Jean-Pierre Mollet | UMP       |                                                      |
| mars 2014 | En cours  | Eric Bascou        | SE        | Cadre dans le secteur médical                        |

### Intercommunalité
Cette commune a appartenu à la communauté d'agglomération de Montpellier du 1er août 2001 au 31 décembre 2003.
Cette sortie correspondait au souhait du conseil municipal qui n'avait pas accepté l'intégration initiale. Elle a alors intégré la communauté de communes du Grand Pic Saint Loup.

### Jumelages
Teyran est jumelée avec la ville italienne de Montelibretti.

## Économie

### Revenus
En 2018, la commune compte 1 863 ménages fiscaux, regroupant 4 746 personnes. La médiane du revenu disponible par unité de consommation est de 27 990 € (20 330 € dans le département). 68 % des ménages fiscaux sont imposés (45,8 % dans le département).

### Emploi
|                | 2008   | 2013   | 2018  |
| -------------- | ------ | ------ | ----- |
| Commune        | 5,5 %  | 5,5 %  | 7,2 % |
| Département    | 10,1 % | 11,9 % | 12 %  |
| France entière | 8,3 %  | 10 %   | 10 %  |

En 2018, la population âgée de 15 à 64 ans s'élève à 2 749 personnes, parmi lesquelles on compte 74,5 % d'actifs (67,3 % ayant un emploi et 7,2 % de chômeurs) et 25,5 % d'inactifs,. Depuis 2008, le taux de chômage communal (au sens du recensement) des 15-64 ans est inférieur à celui de la France et du département.
La commune fait partie de la couronne de l'aire d'attraction de Montpellier, du fait qu'au moins 15 % des actifs travaillent dans le pôle,. Elle compte 867 emplois en 2018, contre 753 en 2013 et 655 en 2008. Le nombre d'actifs ayant un emploi résidant dans la commune est de 1 867, soit un indicateur de concentration d'emploi de 46,4 % et un taux d'activité parmi les 15 ans ou plus de 53,2 %.
Sur ces 1 867 actifs de 15 ans ou plus ayant un emploi, 387 travaillent dans la commune, soit 21 % des habitants. Pour se rendre au travail, 87,8 % des habitants utilisent un véhicule personnel ou de fonction à quatre roues, 2,7 % les transports en commun, 5,4 % s'y rendent en deux-roues, à vélo ou à pied et 4,1 % n'ont pas besoin de transport (travail au domicile).

### Activités hors agriculture

#### Secteurs d'activités
501 établissements sont implantés  à Teyran au 31 décembre 2019. Le tableau ci-dessous en détaille le nombre par secteur d'activité et compare les ratios avec ceux du département,.
| Secteur d'activité                                                                                        | Commune | Commune | Département |
| Secteur d'activité                                                                                        | Nombre  | %       | %           |
| --- | ------- | ------- | ----------- |
| Ensemble                                                                                                  | 501     | 100 %   | (100 %)     |
| Industrie manufacturière, industries extractives et autres                                                | 26      | 5,2 %   | (6,7 %)     |
| Construction                                                                                              | 57      | 11,4 %  | (14,1 %)    |
| Commerce de gros et de détail, transports, hébergement et restauration                                    | 117     | 23,4 %  | (28 %)      |
| Information et communication                                                                              | 26      | 5,2 %   | (3,3 %)     |
| Activités financières et d'assurance                                                                      | 20      | 4 %     | (3,2 %)     |
| Activités immobilières                                                                                    | 28      | 5,6 %   | (5,3 %)     |
| Activités spécialisées, scientifiques et techniques et activités de services administratifs et de soutien | 103     | 20,6 %  | (17,1 %)    |
| Administration publique, enseignement, santé humaine et action sociale                                    | 77      | 15,4 %  | (14,2 %)    |
| Autres activités de services                                                                              | 47      | 9,4 %   | (8,1 %)     |

Le secteur du commerce de gros et de détail, des transports, de l'hébergement et de la restauration est prépondérant sur la commune puisqu'il représente 23,4 % du nombre total d'établissements de la commune (117 sur les 501 entreprises implantées  à Teyran), contre 28 % au niveau départemental.

#### Entreprises et commerces
Les cinq entreprises ayant leur siège social sur le territoire communal qui génèrent le plus de chiffre d'affaires en 2020 sont : 
- Entreprise Travesset, construction de réseaux électriques et de télécommunications (11 120 k€) ;
- Teyran Agri-Services SARL - Tas, commerce de gros (commerce interentreprises) de boissons (10 349 k€) ;
- Prodi, autres travaux d'installation n.c.a. (1 028 k€) ;
- Societe Teyranaise D'amenagements Generaux - Stag, travaux de terrassement courants et travaux préparatoires (824 k€) ;
- Arthur Delmas - Croquez Du Frais, commerce de détail de fruits et légumes en magasin spécialisé (588 k€).

En 2013, le groupe Ultimate Energy a subventionné l’équipement de certaines habitations de panneaux photovoltaïques sans aucun investissement de la part de leurs propriétaires, ces maisons seront alors des maisons témoins dans un but publicitaire.[réf. nécessaire]

### Agriculture
La commune est dans le « Soubergues », une petite région agricole occupant le nord-est du département de l'Hérault. En 2020, l'orientation technico-économique de l'agriculture  sur la commune est la polyculture et/ou le polyélevage.
|               | 1988 | 2000 | 2010 | 2020  |
| ------------- | ---- | ---- | ---- | ----- |
| Exploitations | 44   | 28   | 20   | 18    |
| SAU (ha)      | 339  | 464  | 605  | 1 252 |

Le nombre d'exploitations agricoles en activité et ayant leur siège dans la commune est passé de 44 lors du recensement agricole de 1988  à 28 en 2000 puis à 20 en 2010 et enfin à 18 en 2020, soit une baisse de 59 % en 32 ans. Le même mouvement est observé à l'échelle du département qui a perdu pendant cette période 67 % de ses exploitations,. La surface agricole utilisée sur la commune est restée relativement stable, passant de 339 ha en 1988 à 1252 ha en 2020. Parallèlement la surface agricole utilisée moyenne par exploitation a augmenté, passant de 8 à 70 ha.

## Population et société

### Démographie

#### Évolution de la population
L'évolution du nombre d'habitants est connue à travers les recensements de la population effectués dans la commune depuis 1793. Pour les communes de moins de 10 000 habitants, une enquête de recensement portant sur toute la population est réalisée tous les cinq ans, les populations de référence des années intermédiaires étant quant à elles estimées par interpolation ou extrapolation. Pour la commune, le premier recensement exhaustif entrant dans le cadre du nouveau dispositif a été réalisé en 2006.

En 2022, la commune comptait 4 729 habitants, en évolution de +2,65 % par rapport à 2016 (Hérault : +7,49 %, France hors Mayotte : +2,11 %).
| 1793 | 1800 | 1806 | 1821 | 1831 | 1836 | 1841 | 1846 | 1851 |
| ---- | ---- | ---- | ---- | ---- | ---- | ---- | ---- | ---- |
| 190  | 125  | 216  | 233  | 237  | 240  | 256  | 279  | 330  |

| 1856 | 1861 | 1866 | 1872 | 1876 | 1881 | 1886 | 1891 | 1896 |
| ---- | ---- | ---- | ---- | ---- | ---- | ---- | ---- | ---- |
| 355  | 382  | 419  | 428  | 344  | 292  | 403  | 406  | 408  |

| 1901 | 1906 | 1911 | 1921 | 1926 | 1931 | 1936 | 1946 | 1954 |
| ---- | ---- | ---- | ---- | ---- | ---- | ---- | ---- | ---- |
| 422  | 447  | 434  | 428  | 436  | 465  | 425  | 393  | 431  |

| 1962 | 1968 | 1975 | 1982  | 1990  | 1999  | 2006  | 2011  | 2016  |
| ---- | ---- | ---- | ----- | ----- | ----- | ----- | ----- | ----- |
| 477  | 555  | 918  | 2 016 | 3 469 | 4 239 | 4 290 | 4 496 | 4 607 |

| 2021  | 2022  | - | - | - | - | - | - | - |
| ----- | ----- | - | - | - | - | - | - | - |
| 4 685 | 4 729 | - | - | - | - | - | - | - |

#### Pyramide des âges
La population de la commune est relativement âgée.
En 2018, le taux de personnes d'un âge inférieur à 30 ans s'élève à 28,5 %, soit en dessous de la moyenne départementale (35,4 %). À l'inverse, le taux de personnes d'âge supérieur à 60 ans est de 33,1 % la même année, alors qu'il est de 27,5 % au niveau départemental.
En 2018, la commune comptait 2 197 hommes pour 2 388 femmes, soit un taux de 52,08 % de femmes, légèrement inférieur au taux départemental (52,24 %).
Les pyramides des âges de la commune et du département s'établissent comme suit.
| Hommes | Classe d’âge | Femmes |
| ------ | ------------ | ------ |
| 0,4    | 90 ou +      | 1,9    |
| 8,0    | 75-89 ans    | 9,4    |
| 23,9   | 60-74 ans    | 22,5   |
| 22,7   | 45-59 ans    | 23,0   |
| 15,6   | 30-44 ans    | 15,5   |
| 14,0   | 15-29 ans    | 12,6   |
| 15,4   | 0-14 ans     | 15,1   |

| Hommes | Classe d’âge | Femmes |
| ------ | ------------ | ------ |
| 0,8    | 90 ou +      | 1,9    |
| 8      | 75-89 ans    | 9,9    |
| 17,2   | 60-74 ans    | 18,3   |
| 18,9   | 45-59 ans    | 18,8   |
| 18,3   | 30-44 ans    | 17,8   |
| 19,3   | 15-29 ans    | 17,9   |
| 17,5   | 0-14 ans     | 15,3   |

### Enseignement
La commune dispose d'une crèche - halte garderie ainsi que d'une école dénommée groupe Jules-Ferry comprenant 5 classes de maternelle et 10 classes d'élémentaire. 
Les enfants allant au collège sont accueillis à Jacou.

### Santé
On trouve des professionnels de la santé sur la commune : médecins généralistes, dentistes, infirmiers, kinésithérapeutes, un neurologue, un nutritionniste, un orthophoniste, un ostéopathe et un psychothérapeute.
Deux pharmacies sont également présentes.
La commune dispose par ailleurs d'une maison de retraite.

### Sports

#### Équipements sportifs
- Terrain de football
- Terrain de balle au tambourin
- Terrains de tennis

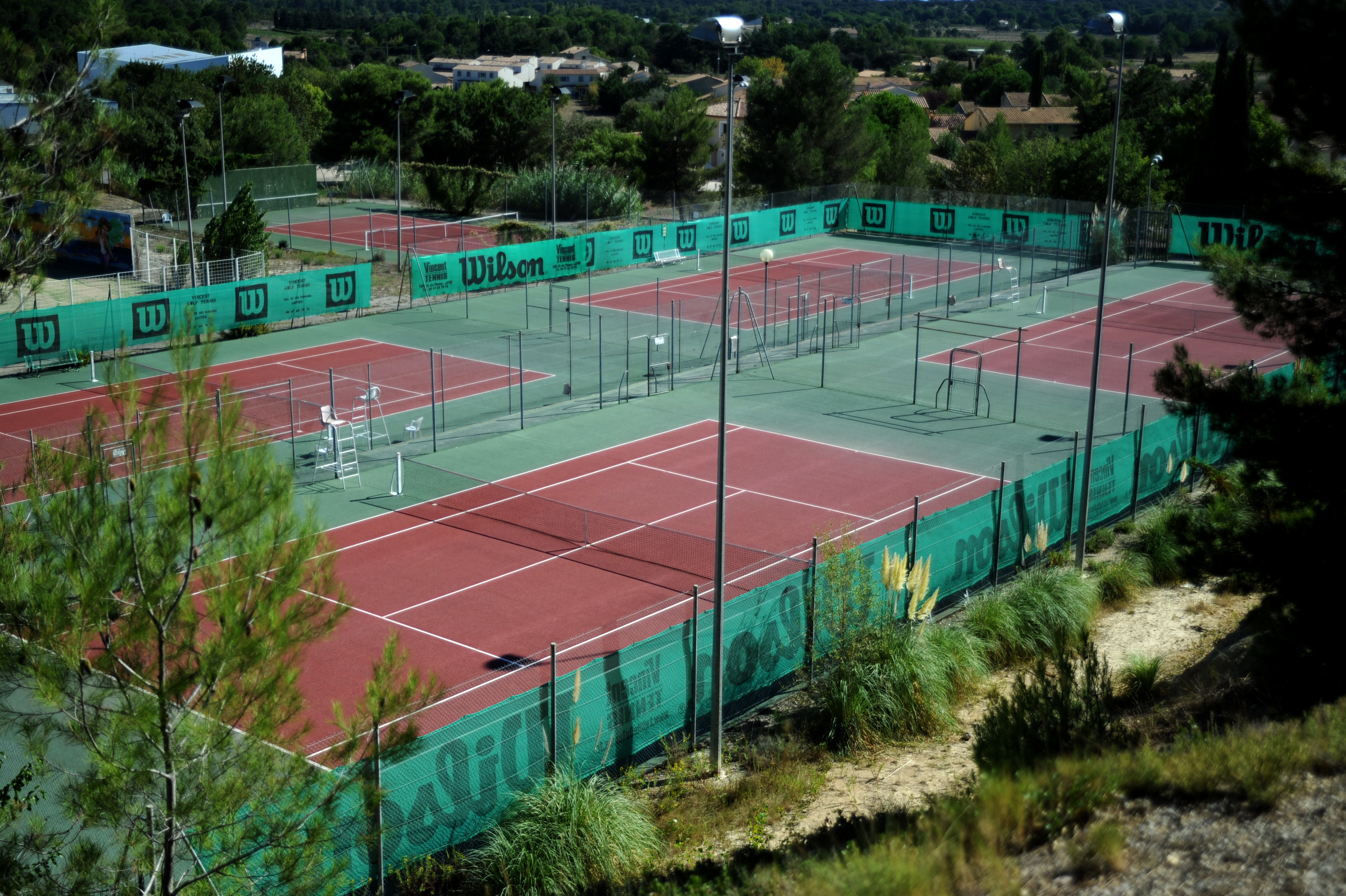
Tennis

- Gymnase (siège du Handball Club de Teyran)
- boulodrome
- skate park
- arène

### Associations
Associations culturelles, de loisirs ou sportives.

### Lieux et monuments
- Église Saint-André de Teyran.
- En 1786, le pont vieux, qui était seul, s'appelait : «le pont de Teyran, à l'approche dudit lieu sur le chemin de Montpellier», et le commentaire du contrôle dudit pont est ainsi rédigé «les fondations de ce pont sont sur le rocher apparent, ce qui fait que, quoique d'une construction à ne pas imiter.

### Patrimoine culturel

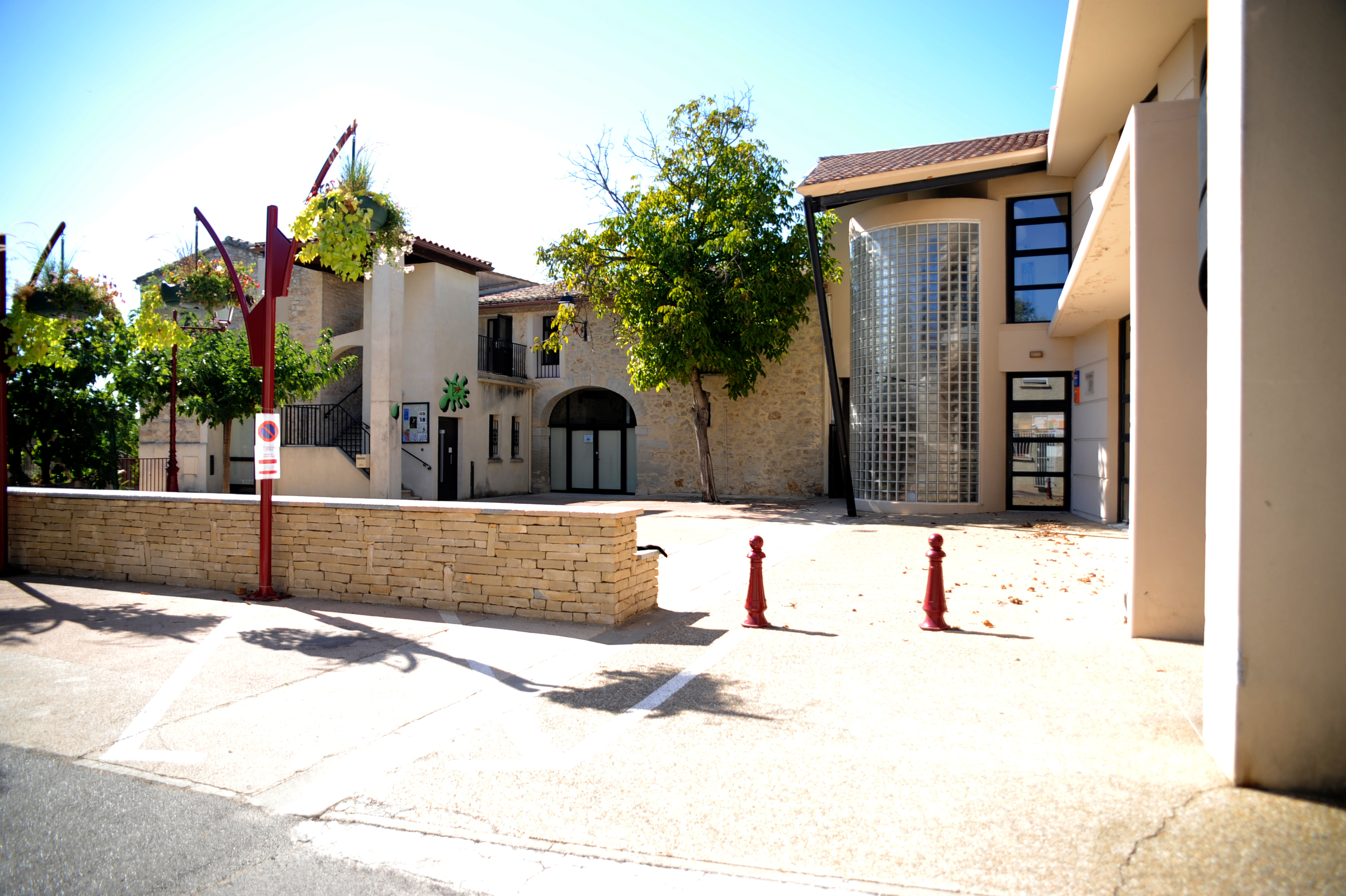
La médiathèque.

Une médiathèque municipale : ouverte en 1994, la médiathèque municipale de Teyran propose des collections multisupports (livres, périodiques, cédéroms, CD audio, DVD) sur deux niveaux. Service de proximité pour les Teyrannais, la médiathèque accueille également les publics provenant des communes alentour. Outre ses collections, elle propose un espace multimédia et des animations tout au long de l'année (exemple : forums sur les gratuiciels).

### Manifestations culturelles et festivités
- Fête votive le dernier week-end du mois d'août
- Semi-marathon des vendanges au mois de septembre
- Teyrannaise des arts au mois de novembre

## Galerie

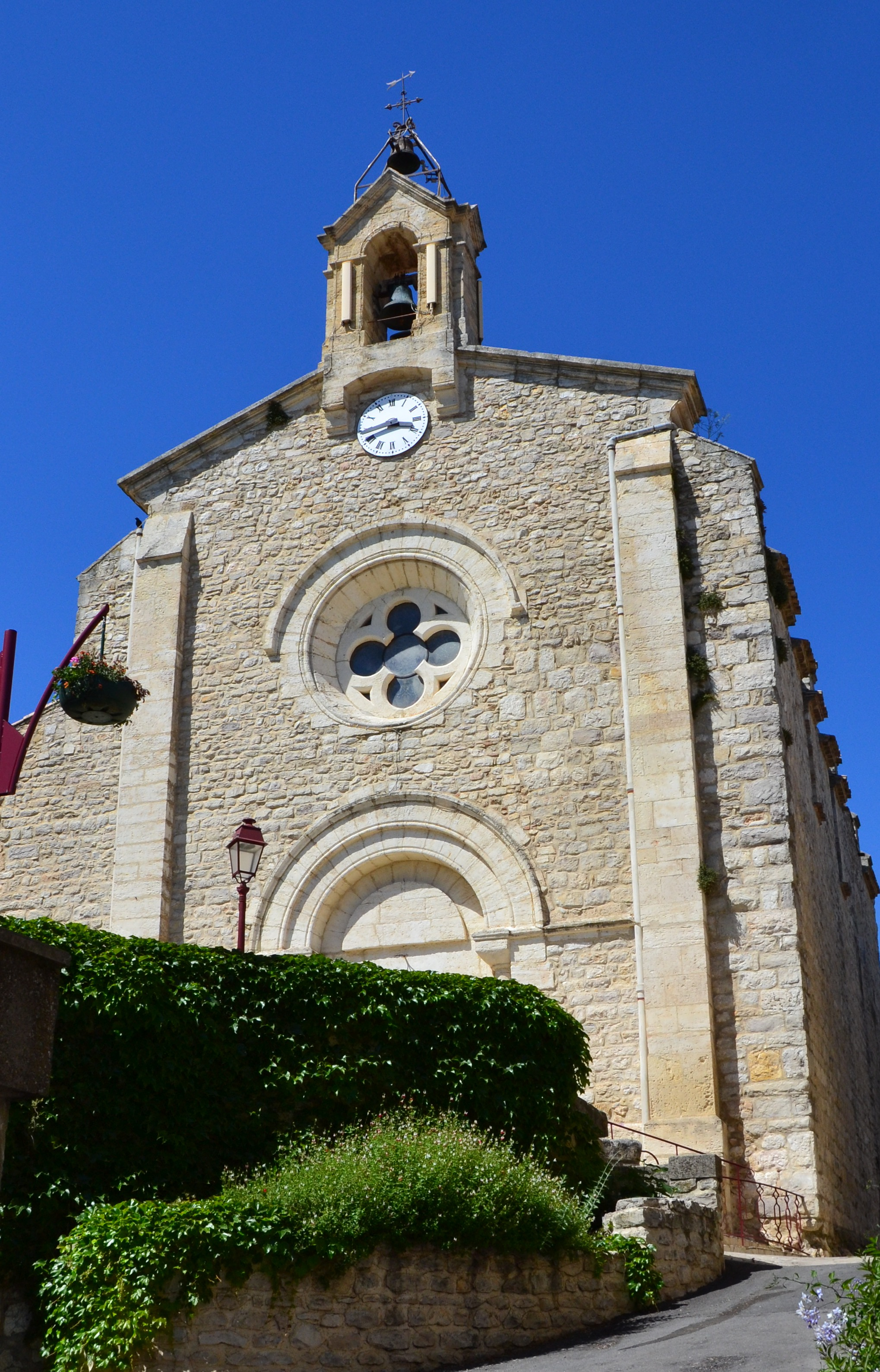
L'église de Teyran.
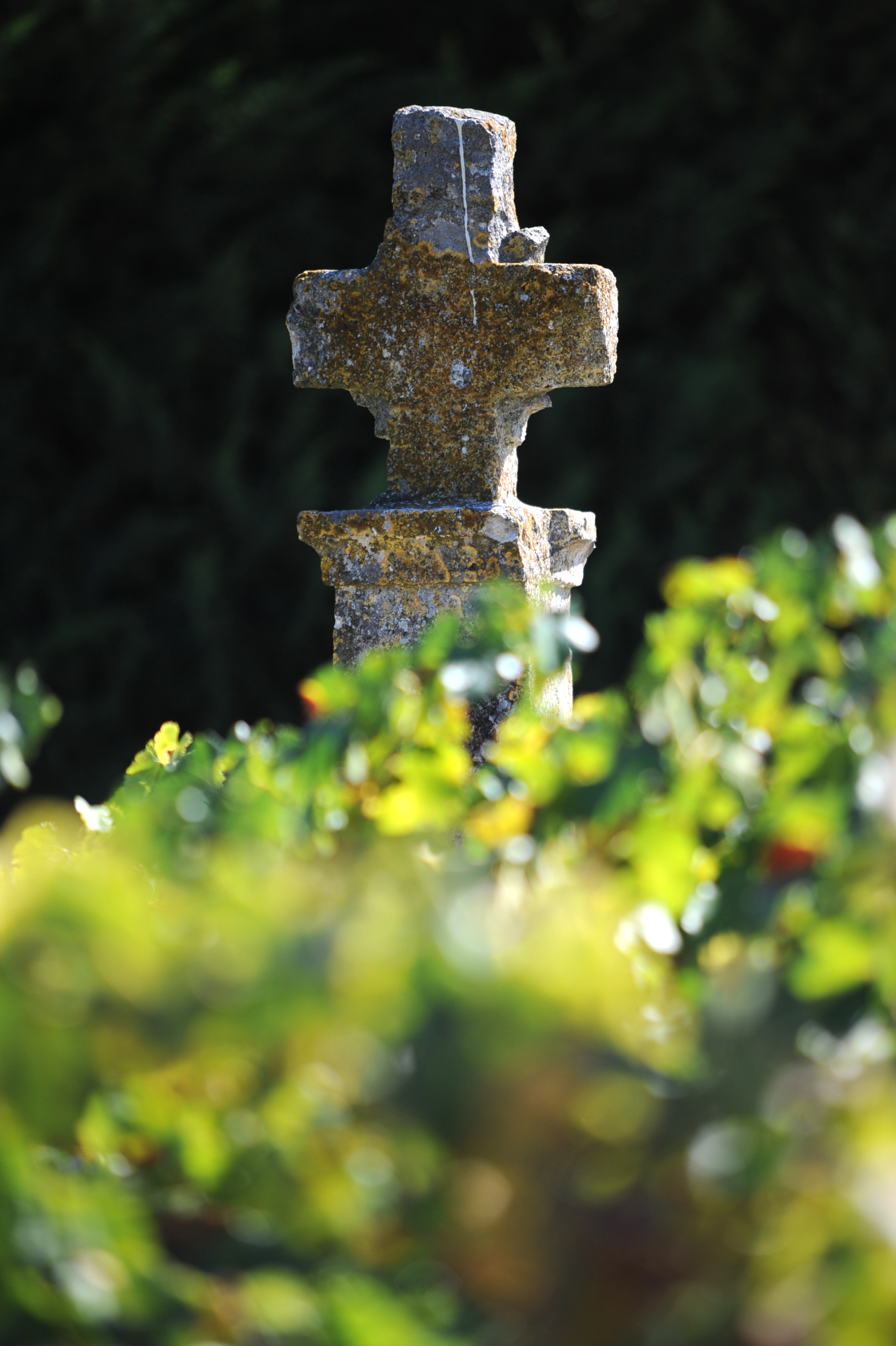
Croix à Teyran.
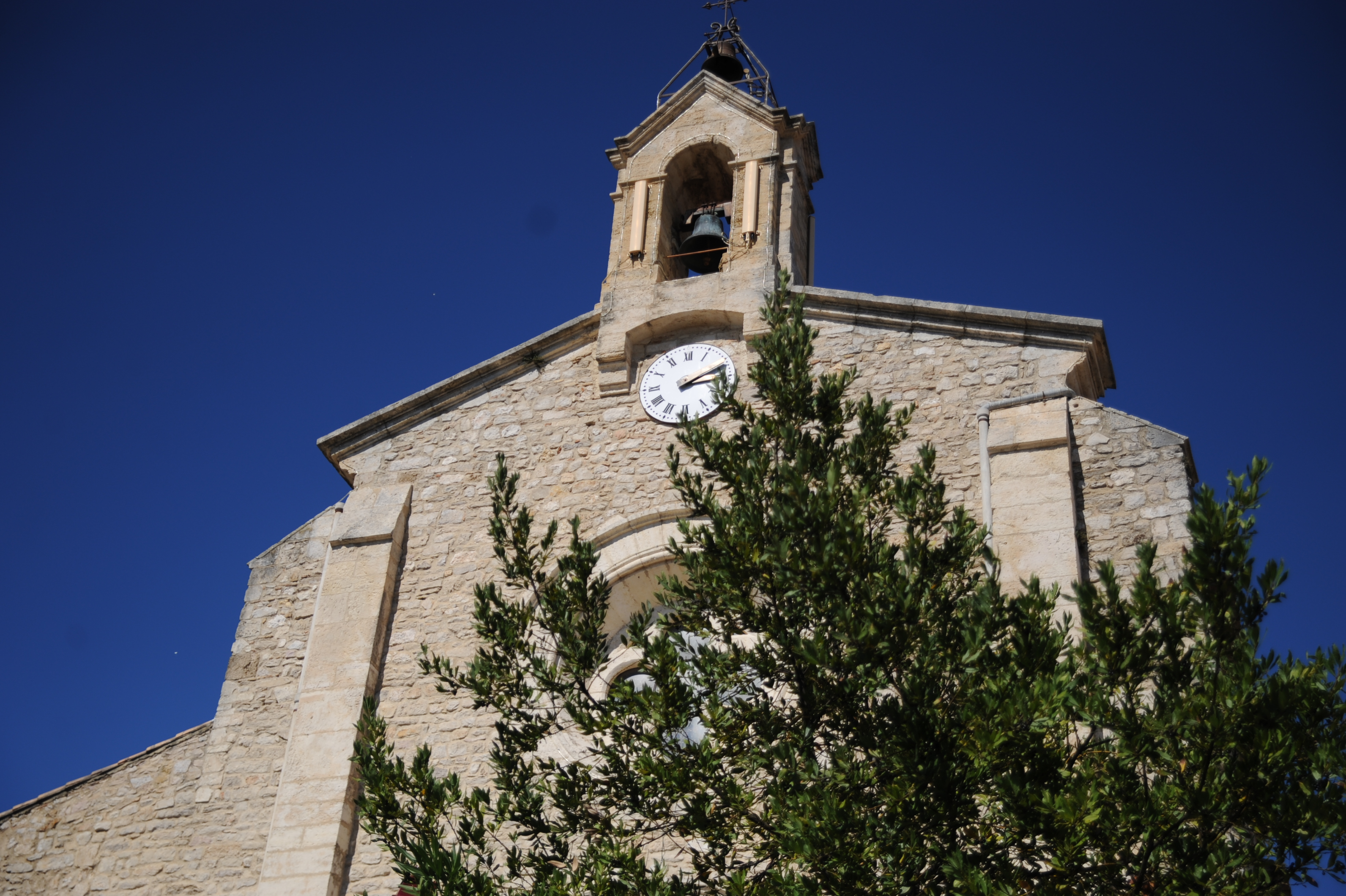
Clocher de l'église de Teyran.
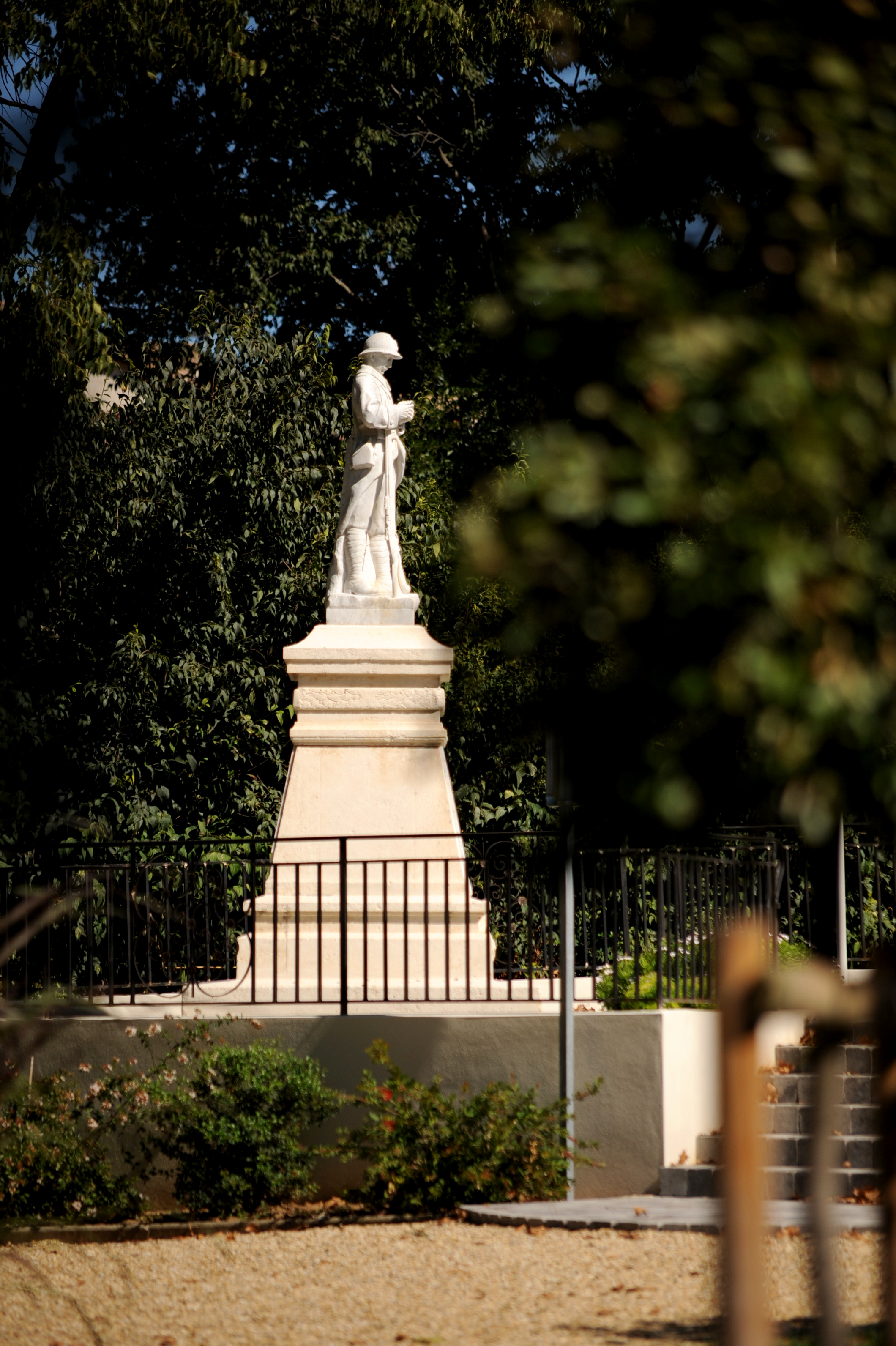
Monument aux morts.
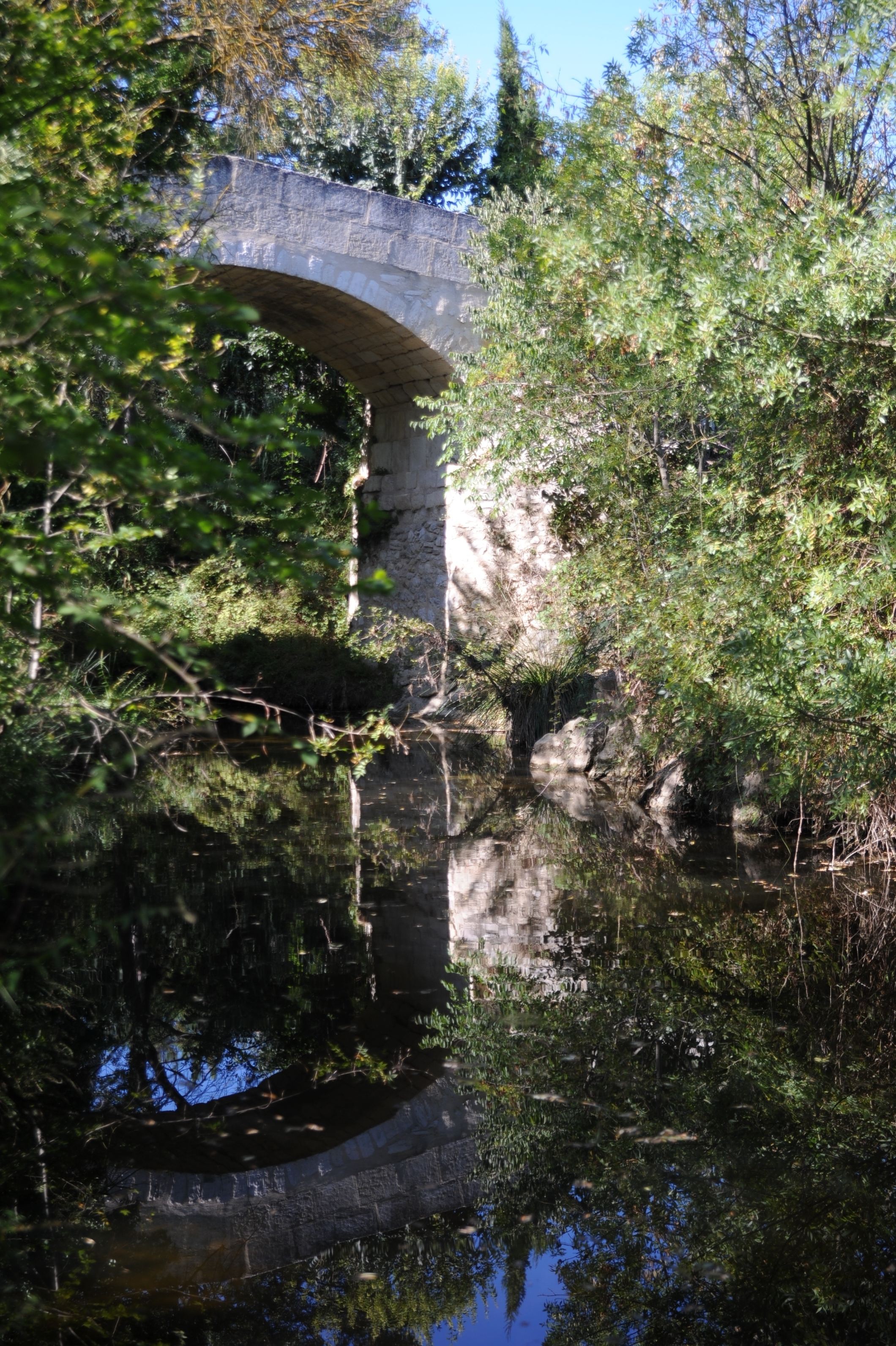
Vieux pont de Teyran.
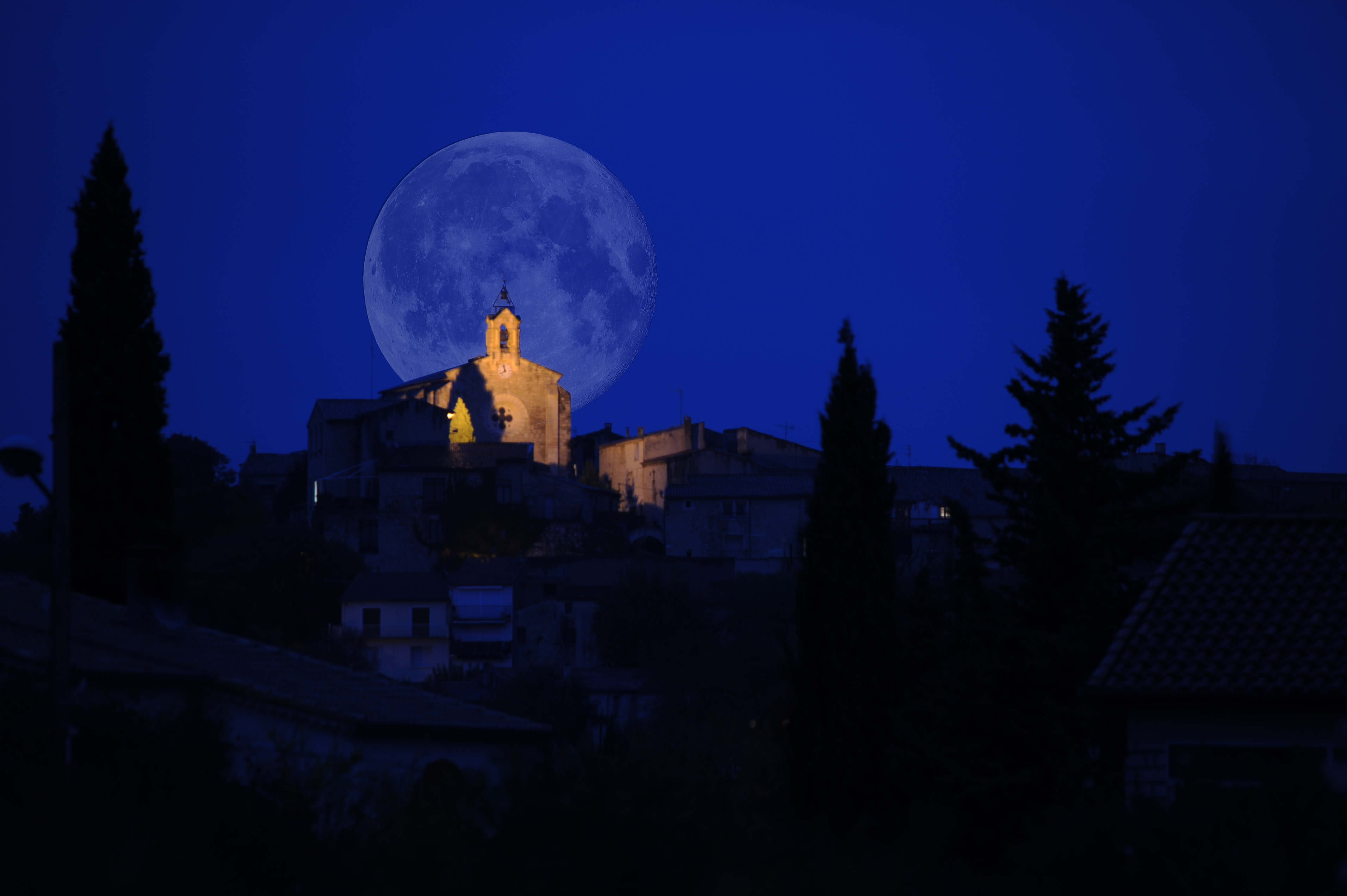
Clair de lune à Teyran.
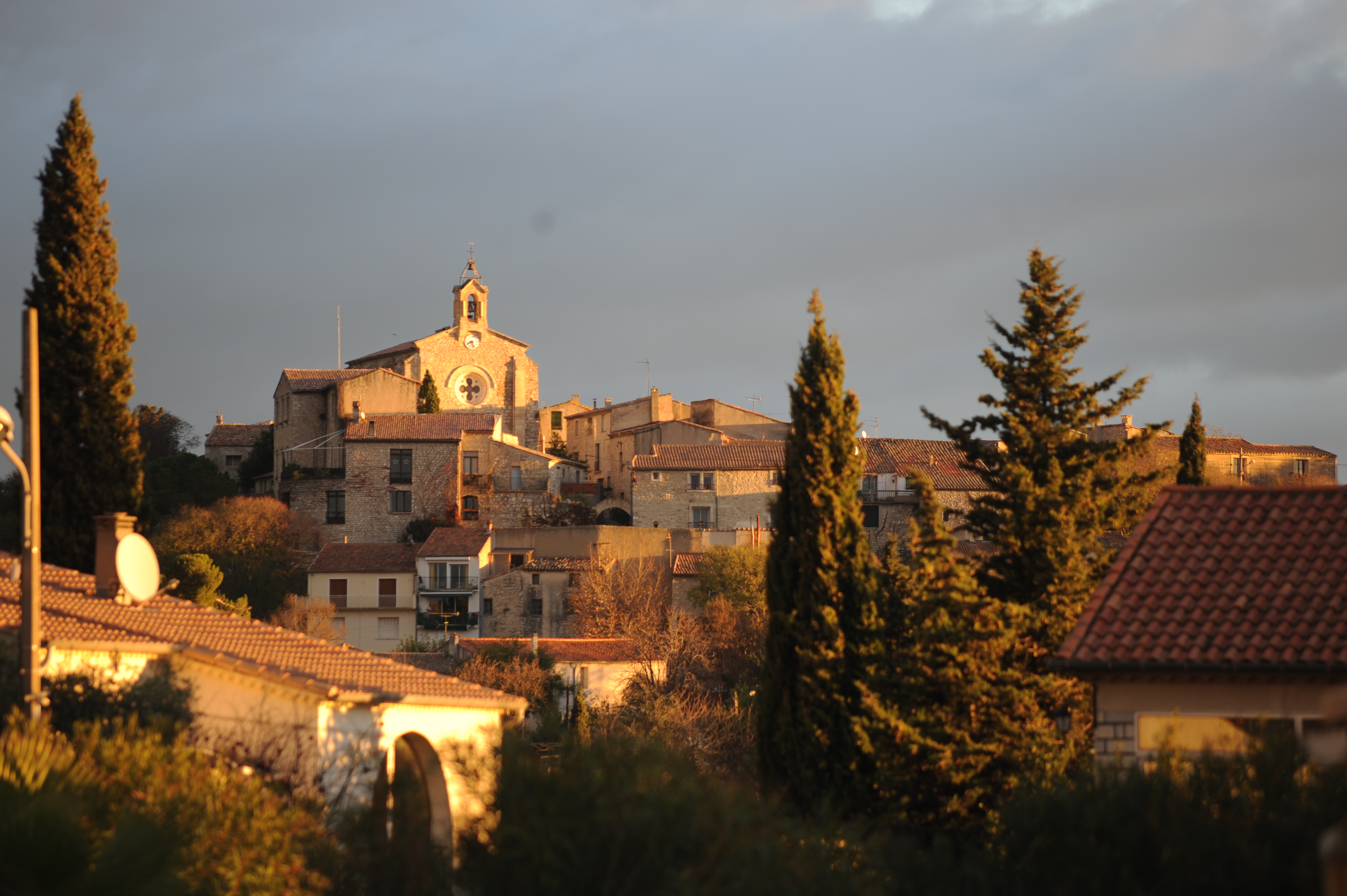
Teyran, vue de la colline et l'église.
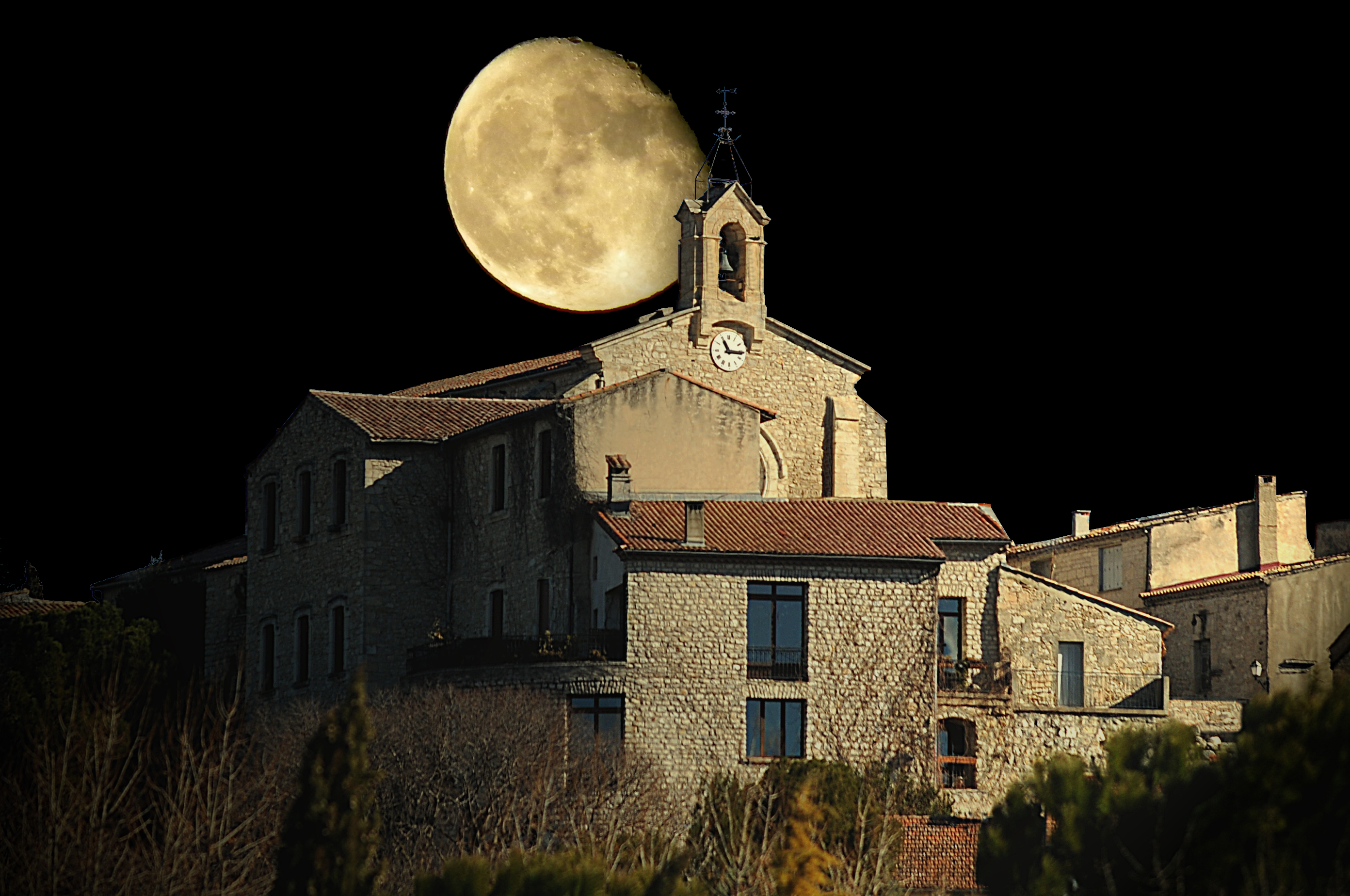
La colline et l'église.